# Westover, Alabama
Westover là một thị trấn thuộc quận Shelby, tiểu bang Alabama, Hoa Kỳ. Dân số năm 2009 là 1313 người, mật độ đạt 28 người/km².